# Impasse Jean-Alphand
L'impasse Jean-Alphand est une voie de Toulouse, chef-lieu de la région Occitanie, dans le Midi de la France.

## Situation et accès

### Description
L'impasse Jean-Alphand  est une voie publique. Elle se trouve dans le quartier de Lalande.
La chaussée ne compte qu'une seule voie de circulation automobile à double sens. Elle appartient à une zone de rencontre et la vitesse y est limitée à 20 km/h. Il n'existe pas d'aménagement cyclable.

### Voies rencontrées
L'impasse Jean-Alphand rencontre les voies suivantes, dans l'ordre des numéros croissants :
1. Avenue de Fronton
2. Impasse Marie-Marvingt - accès piéton

### Transports
L'impasse Jean-Alphand n'est pas directement desservie par le réseau de transports en commun. Elle débouche cependant à l'ouest sur l'avenue de Fronton, parcourue par les lignes de Linéo L10 et de bus 2969169. De plus, à l'est, la route de Launaguet abrite les arrêts des lignes de bus 2660.
La station de vélos en libre-service VélôToulouse la plus proche est la station no 315 (269 avenue de Fronton).

## Odonymie
L'impasse est nommée en hommage à Jean-Charles-Adolphe Alphand (1817-1891). Ingénieur des ponts et chaussées, il est connu pour son travail d'embellissement de Paris, avec le baron Georges Eugène Haussmann et ensuite comme directeur des Travaux de la ville de Paris.

## Patrimoine et lieux d'intérêt
- no  8 : maison (deuxième moitié du XIXe siècle).